# Slava Polunin
Vyacheslav Ivanovich Polunin, conocido artísticamente como Slava Polunin, (Novosil, 12 de junio de 1950) es un payaso, actor y director artístico ruso, condecorado con la distinción honorífica Artista del Pueblo de la Federación Rusa. Es considerado como uno de los mejores payasos del mundo del siglo XXI.

## Trayectoria
Polunin nació en la ciudad de Novosil, Oryol Oblast, Rusia, en la familia de un ayudante de tienda. Tuvo éxito en su teatro escolar imitando a Charlie Chaplin, pero rechazaron su entrada al Instituto de Teatro de Leningrado debido a su pronunciación pobre. Después de estudiar unos años en una escuela de ingeniería, se graduó en el Instituto para la Cultura Soviética de Leningrado.
A principios de los años 1980, fundó el teatro de pantomima, con el nombre compañía Licedei (que significa gente que hace caras o muecas). En 1981, tuvo lugar su primera actuación televisiva de éxito en el programa de año nuevo Goluboy Ogonyok. En la televisión estatal, su estilo se caracterizaba por utilizar sus rutinas sin palabras para burlarse de las autoridades sin caer en la censura.
En 1982, organizó en Leningrado un desfile de mimos donde participaron más de 800 artistas de la Unión Soviética. Fue un acontecimiento inédito en el que participaron artistas semiprofesionales en una época de estricto control comunista de todas las manifestaciones artísticas. En 1985, durante el Festival Mundial de la Juventud y los Estudiantes de Moscú, dio una clase magistral de pantomima a la que asistieron numerosos mimos occidentales.
En 1987, realizó el Festival de Teatro de Calle de la URSS con más de 200 participantes, entre los que se encontraban críticos y niños que vivían en una isla deshabitada del Golfo de Finlandia y hacían pequeñas excursiones en barco a la cercana ciudad de Leningrado. Un año después, en 1988, su compañía creó cinco espectáculos: Soñadores, Excéntricos en el ático, De la vida de los insectos, Asisyai-revue y Catástrofe. 
En 1989, Polunin organizó la La caravane de la paix, un espectáculo itinerante en el que participaron mimos de diferentes partes del mundo, que estuvieron de gira durante medio año, realizando actuaciones en diferentes ciudades europeas.
Los miembros de Licedei decidieron celebrar el 20º aniversario de la compañía con un funeral, incluyendo actos con discursos fúnebres sobre múltiples ataúdes rotulados con los nombres de los participantes, seguidos de un cortejo fúnebre con los ataúdes por las calles de Leningrado. A continuación, se prendió fuego a los féretros y se les hizo flotar por el río Nevá. A pesar del estilo teatral de la representación, era realmente el fin de la compañía, de acuerdo a lo que afrimaba, Konstantin Stanislavski, que cualquier teatro muere después de haber existido durante 20 años.
Más tarde, en 1990, creó la Slava’s Academy of Fools (Academia de los Tontos), centro dedicado a "la resurrección de la cultura del carnaval en Rusia", y de la cual es presidente. El proyecto empezó con el propio dinero de Polunin, pero cuando éste se gastó quedó congelado. En 1994, realizó unos cuantos espectáculos comerciales en Occidente y volvió para continuar el trabajo en la Academia con el dinero ganado. Entre los espectáculos que ha creado, figuran Slava´s Snowshow, que se estrenó en Moscú en 1993 y que se ha representado en más de 80 países, o Diábolo. También, formó parte del elenco de Alegría, espectáculo del Cirque du Soleil.
En 2001, fundó el Moulin Jaune, ubicado en Crécy-la-Chapelle, que además de su residencia en Francia, es un espacio para la experimentación artística que sirve de sede a la Academy of Fools, y en el que se realizan residencias artísticas, formaciones para la comunidad y en momentos puntuales del año, espectáculos para el público. Los jardines que rodean la casa, han sido catalogados como "jardines notables" y el lugar en conjunto, como patrimonio regional de la Isla de Francia.
A principios de 2013, Polunin se convirtió en el director artístico del mayor y más antiguo circo de Rusia, el Circo Ciniselli (desde 1995, Compañía Estatal de Circo Ruso). Desde este momento, se inició una reconstrucción total del edificio del edificio, que se inauguró el 18 de diciembre de 2015, con el espectáculo de la temporada de navidad: 1001 Cenicienta. Polunin convirtió el circo en un laboratorio creativo y espacio de investigación artística, en el que también tienen cabida otras expresiones como la ópera, la pintura y el ballet.
Su estilo se inspira en el trabajo de artistas como Marcel Marceu, Chaplin o Leonid Yengibarov. Polunin ha contribuido a llevar el arte del payaso del circo al teatro También ha actuado en diferentes películas y puesto la voz a un personaje de la película de animación rusa, Hoffmaniada.

## Obra

### Filmografía
- 1980 - Only in Music Hall - él mismo
- 1983 - Believe It or Not - zar extranjero
- 1984 - And then came Bumba - payaso
- 1985 - We are the clowns - él mismo
- 1985 - Four clowns under one roof  - él mismo
- 1986 - How to become a star - él mismo
- 1986 - Zero-One - ciudadano
- 1988 - To Kill a Dragon - aeronauta
- 1996 - Hello, Fools!  - Jura Kablukov/Auguste Derulen (voz - Andrei Miagkov)
- 2002 - Clown - él mismo; también fue productor.[23]
- 2006 - Hunchback - él mismo (la película no se completó)
- 2012 - Snow Show 3D - él mismo
- 2013 - Signature - él mismo
- 2013 - Marussia - él mismo
- 2018 - Hoffmaniada  - falso pastor (voz)

### Libros
- 2017 - Alchemy of Snowness. ISBN 9781925265927.[24]

## Premios y reconocimientos
Durante su trayectoria ha recibido premios como: Gold Angle (Escocia), Nariz de Oro (España), Triumph (Rusia) y en 1998, el Premio Laurence Olivier al mejor entretenimiento de teatro.
Además, se le han dedicado documentales a su vida y obra, como: Zapatos nuevos. Payasos de hoy en Europa, cortometraje de 2009, dirigido por el payaso español Brian Rodríguez Wood y producido por Javier Salinas, donde aparece Polunin junto a otras figuras del mundo del clown como: Johnny Melville, Gardi Hutter, Leo Bassi, Philippe Gaulier, Jango Edwards, Carlo Colombaioni, Pepa Plana, Virginia Imaz, Joan Montanyès i Martínez o Buffo; que obtuvo 4 candidaturas en los Premios Goya en 2010, o, Slava's Journey: Secrets Of Snow, largometraje de 2019, de Steve Haisman y Clive Howard, narrado por la actriz británica, Helena Bonham Carter, que se estrenó en España en el Festival Internacional Clownbaret en la edición de 2021.